# Ochi-dag

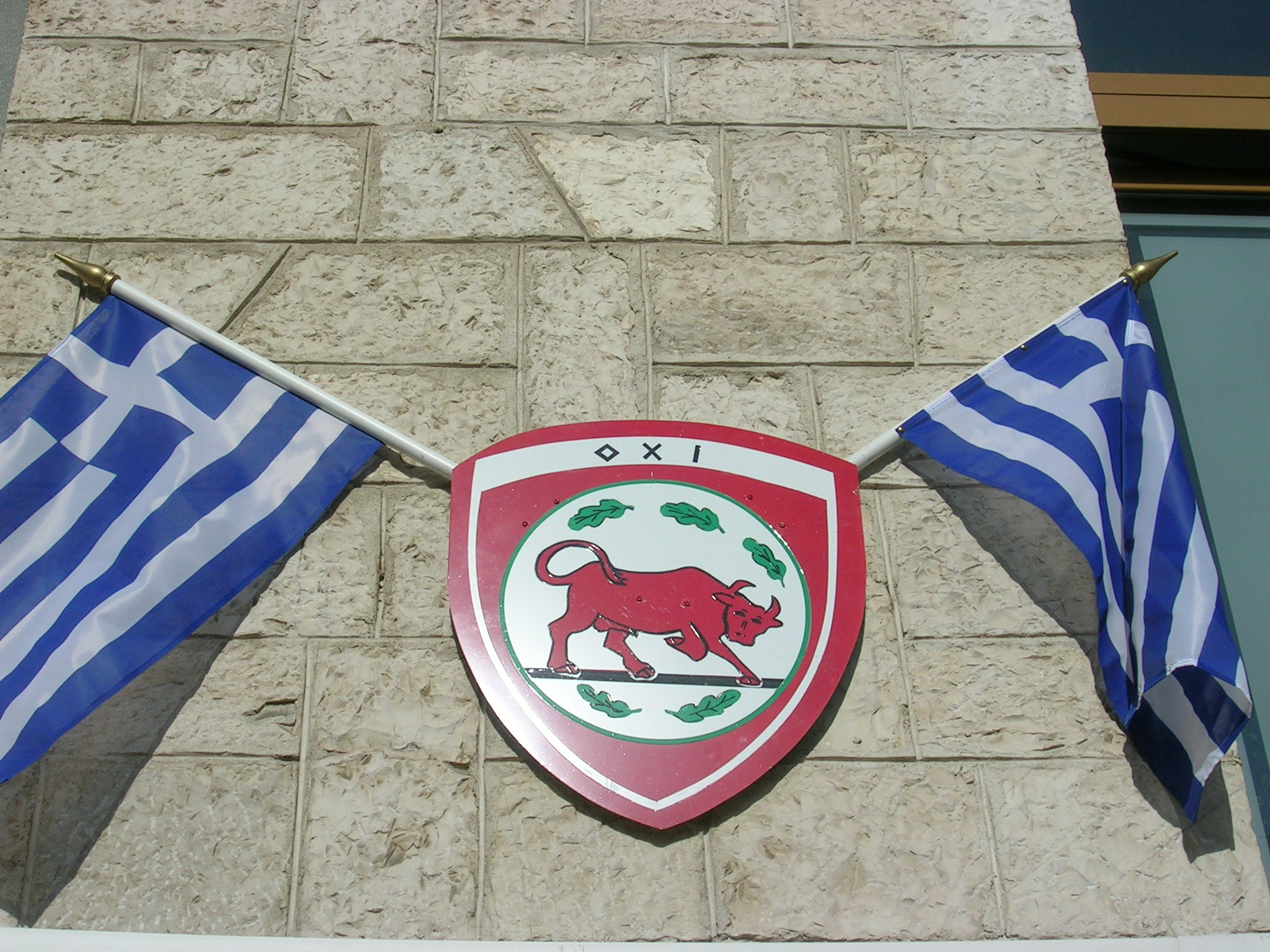
Wapenschild met het woord Οχι en Griekse vlaggen (Óchi-dag 2004)

Óchi-dag (Grieks: Επέτειος του Οχι, Epétios tou Óchi, "Gedenkdag van het Nee") is een nationale gedenkdag in Griekenland, die jaarlijks op 28 oktober wordt gehouden. Op Óchi-dag wordt herdacht dat de Griekse dictator generaal Ioannis Metaxas in 1940, tijdens de Tweede Wereldoorlog, een ultimatum van Benito Mussolini om het Italiaanse leger toegang tot Grieks grondgebied te verlenen van de hand wees.

## Het ultimatum
Het Italiaanse ultimatum werd op 28 oktober 1940 om 04:00u, na afloop van een feest in de Duitse ambassade, aan Metaxas overhandigd door Emanuele Grazzi, de Italiaanse ambassadeur in Griekenland. In het ultimatum werd op straffe van oorlog geëist dat Griekenland troepen van de asmogendheden, waarvan Italië deel uitmaakte, toegang zou verlenen tot Grieks grondgebied en zou toestaan dat die niet-gespecificeerde "strategische locaties" zouden bezetten. Metaxas zou hierop één woord hebben gezegd: "όχι" (óchi, oftewel "nee") en met zijn vuist op tafel hebben geslagen. 
De meeste historici zijn het er echter over eens dat deze lezing niet klopt. Metaxas' dochter had in de naburige kamer het gesprek kunnen horen en hoewel ze hoorde dat haar vader zich opwond heeft hij volgens haar niet όχι geroepen of met zijn vuist op de tafel geslagen. Het is waarschijnlijker dat Metaxas in werkelijkheid reageerde met de Franstalige woorden "alors, c'est la guerre" ("dan is het oorlog").

## Na de afwijzing
In reactie op Metaxas' afwijzing vielen Italiaanse troepen die waren gestationeerd in Albanië, dat toen een Italiaans protectoraat was, om 05:30u Griekenland binnen. Hiermee raakte het land betrokken bij de Tweede Wereldoorlog. In de loop van de ochtend trokken Grieken van alle politieke gezindten in heel het land óchi roepend door de straten. Velen meldden zich spontaan bij het leger aan.

## Gedenkdag
Al in 1942 werd Óchi-dag door Grieken overal ter wereld herdacht. Na de oorlog werd 28 oktober tot nationale gedenkdag uitgeroepen. Ieder jaar worden op Óchi-dag parades van militairen en scholieren gehouden. In het hele land vinden herdenkingen plaats en ziet men op zowel overheidsgebouwen als woningen overal de Griekse vlag hangen.